# Cinq Femmes pour l'assassin
Pour plus de détails, voir Fiche technique et Distribution.
Cinq Femmes pour l'assassin (titre original : Cinque donne per l'assassino) est un film franco-italien réalisé par Stelvio Massi, sorti en 1974.
Ce giallo n'a pas de rapport direct avec Six Femmes pour l'assassin de Mario Bava, sorti dix ans plus tôt.

## Synopsis
Giorgio Pisani, un écrivain très célèbre de Pavie apprend à son arrivée à l'aéroport de Milan que sa femme Erica était sur le point d'accoucher d'un enfant. Giorgio se précipite alors dans sa villa de Pavie mais, à son arrivée, Lidia, une médecin amie de la famille, l'attend. Tante Marta avait prévenu Lidia qu'Erica souffrait de douleurs d'accouchement et cette dernière avait accouru à la villa pour aider la femme. Lidia, consternée, annonce à Giorgio que sa femme est morte pendant l'accouchement. Choqué par les événements, Giulio organise les obsèques de sa femme et, quelques jours plus tard, apprend de Lidia qu'il est stérile. Giorgio est dans un état de douleur profonde : il vit dans l'angoisse que sa femme l'ait trompé et que l'enfant qui est venu au monde ne soit pas son fils. En attendant, le petit est bichonné par sa tante Marta et il est suivi par le meilleur pédiatre de la ville, le professeur Betti, le supérieur de Lidia.
Pendant ce temps, dans la ville de Pavie, un mystérieux meurtrier assassine des femmes. La police enquête sur les crimes. Les femmes tuées étaient toutes enceintes. Après les avoir éviscérés, le tueur grave un étrange symbole tribal représentant la fertilité sur le pubis des victimes. Après trois crimes odieux, la police soupçonne que le tueur est Signor Pisani. C'est alors que Lidia subit également une attaque...

## Fiche technique
Sauf indication contraire, les informations mentionnées dans cette section peuvent être confirmées par la base de données cinématographiques IMDb,  présente dans la section « Liens externes ».
- Titre original italien : Cinque donne per l'assassino[2]
- Titre français : Cinq Femmes pour l'assassin[3]
- Réalisation : Stelvio Massi
- Scenario : Roberto Gianviti (it), Gianfranco Clerici, Vincenzo Mannino (it)
- Photographie : Sergio Rubini
- Montage : Maurizio Bonanni
- Musique : Giorgio Gaslini
- Décors et costumes : Sergio Palmieri
- Trucages : Bianca Verdirosi
- Production : Carlo Maietto (it)
- Société de production : Thousand Cinematografica, Les Films de La Boétie
- Pays de production :  Italie,  France
- Langue originale : Italien
- Format : couleur par Technicolor - 2,35:1 - Son mono - 35 mm
- Durée : 95 minutes (1 h 35)[2]
- Genre : Film dramatique, Giallo
- Date de sortie :
  - Italie : 4 décembre 1974
- Classification : Italie : Interdit aux moins de 14 ans[2]

## Distribution
- Francis Matthews : Giorgio Pisani
- Pascale Rivault : Docteure Lidia Franzi
- Giorgio Albertazzi : Professeur Betti
- Howard Ross : Le commissaire
- Katia Christine : Alba
- Gabriella Lepori : Sofia
- Catherine Diamant : Oriana
- Ilona Staller (sous le nom d'« Elena Mercuri ») : Tiffany
- Tom Felleghy : Le directeur du journal
- Maria Cumani Quasimodo : Marta
- Lia Bresciani
- Alessandro Quasimodo
- Amedeo Baratti
- Franco Moraldi
- Ugo Pompognini
- Piero Corbetta
- Edmondo Sannazzaro

## Accueil critique
D'après Il Giorno, « le film bénéficie d'une bonne réalisation qui n'est pas avare de frissons et de rebondissements ».